# Nymphenfledermaus
Die Nymphenfledermaus (Myotis alcathoe) ist eine Fledermausart aus der Gattung der Mausohren. Sie wurde erst 2001 auf Basis genetischer Analysen und morphologischer Merkmale als eigene Art beschrieben. Die Nymphenfledermaus wurde erstmals in Griechenland und Ungarn von einer Forschergruppe um Professor Otto von Helversen nachgewiesen. Sowohl ihr wissenschaftlicher als auch ihr deutscher Name geht auf die griechische Mythologie zurück. Die Nymphe Alcathoe, Tochter des Minyas, wurde von Dionysos zusammen mit ihren Schwestern in Fledermäuse verwandelt als Strafe für ihren Boykott eines zu Ehren von Dionysos veranstalteten Festes. Professor Helversen wählte diesen Namen, da die Art in einem Gebiet gefunden wurde, das durch abgelegene Schluchten und Ufergehölz dem ähnelt, in welchem sich die Tragödie zugetragen haben soll.
Der erste Nachweis dieser Art in der Schweiz gelang 2002 durch Fänge vor einer Höhle im Waadtländer Jura in einer Höhe von 1500 m ü. M. Auch in Frankreich und Deutschland wurde diese Art nachgewiesen.

## Merkmale
Die Nymphenfledermaus ist der Großen Bartfledermaus (Myotis brandtii) und der Kleinen Bartfledermaus (Myotis mystacinus) sehr ähnlich. Jedoch ist sie etwas kleiner als die beiden Bartfledermausarten und unterscheidet sich etwas im Gebiss von ihnen. Des Weiteren ist die Frequenz ihrer Ultraschallortungsrufe höher als bei allen anderen Arten ihrer Gattung.

## Lebensraum
Die Nymphenfledermaus bevorzugt naturbelassene, von Wasser durchströmte Gebiete mit altem Mischwaldbestand, wie man sie in Tälern oder Alluvialwäldern (Sumpfwälder mit hochstämmigen Bäumen) finden kann.

## Verbreitung
Die Art wurde bisher in Europa in Albanien, Bulgarien, Deutschland, Schweden, Frankreich, Griechenland, Polen, Schweiz, Slowakei, Spanien, Ungarn, Großbritannien und in der Türkei nachgewiesen. Der nördlichste deutsche Fund wurde im Kyffhäusergebirge gemacht.

## Bedrohung
Da es sich bei der Nymphenfledermaus um eine relativ neu nachgewiesene Art handelt und über ihre Verbreitung erst sehr wenig bekannt ist, wurde in der Schweiz noch keine Einstufung in eine Gefährdungskategorie festgelegt. Man kann jedoch davon ausgehen, dass die Nymphenfledermaus bisher mit den Bartfledermäusen verwechselt wurde und da diese als gefährdet eingestuft sind, gilt dies mindestens auch für die Nymphenfledermaus. Vor allem die Abhängigkeit von altem Baumbestand stellt ein Problem dar.